# Ana Paleólogo (hija de Andrónico Ángelo Paleólogo)
Ana Paleólogo (en griego: Ἅννα Παλαιολογίνα) fue una despoina de Epiro como la esposa de Juan II Orsini y regente de su hijo Nicéforo II Orsini. Después se casó con el señor de Valona, Juan Comneno Asen.

## Biografía
Era la hija de un aristócrata bizantino, el protovestiarios Andrónico Ángelo Paleólogo, un nieto del gobernante de Epiro, Miguel II Comneno Ducas, y del emperador bizantino, Miguel VIII Paleólogo. Se casó con el déspota de Epiro Juan II Orsini en ca. 1323. La pareja tuvo un hijo, Nicéforo II Orsini, y una hija, Tomasa Orsini. Envenenó a su marido en 1337, y asumió la regencia sobre su hijo, sólo para que después Epiro fuera invadido y anexado por los bizantinos en 1338. Ana fue llevada como prisionera a Tesalónica, desde donde escapó en 1341. Se las arregló para llegar a la capital epirota de Arta, pero el gobernador bizantino local Juan Ángelo, la puso bajo arresto domiciliario. Cuando Epiro fue conquistada por los serbios bajo Esteban Dušan alrededor de 1347, Ana fue puesta en libertad. Hacía 1350 se casó con el señor de Valona, Juan Comneno Asen. Algún tiempo después de 1363 se fue a vivir con su hija Tomasa y su yerno, Simeón Uroš, en la capital de su reino en Tríkala.